# Jerzy Miller

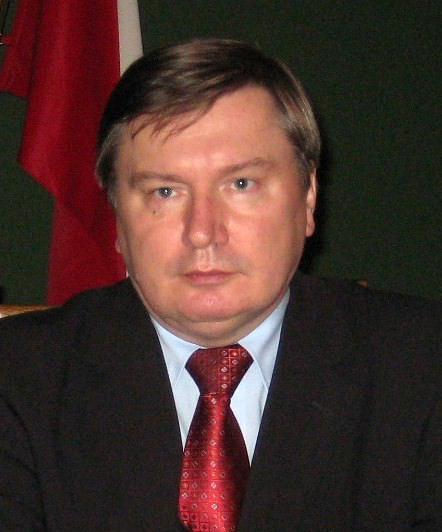
Jerzy Miller, 2009

Jerzy Miller (* 7. Juni 1952 in Krakau) ist ein parteiloser polnischer Politiker. Von Oktober 2009 bis November 2011 war er Innenminister im Kabinett von Donald Tusk.

## Leben
Miller studierte an der Berg- und Hüttenakademie Krakau (Akademia Górniczo-Hutnicza) am Fachbereich für Elektronik, Elektro- und Automatisierungstechnik. Von Juli 1990 bis August 1991 war Miller Leiter der Abteilung für Organisation und Revision im Wojewodschaftsamt der Wojewodschaft Krakau. Im Dezember 1991 wurde er Direktor des Wojewodschaftsamtes und ab Januar 1993 bis zum Januar 1998 war Jerzy Miller stellvertretender Wojewode der Wojewodschaft Krakau. Im Februar 1998 wurde er Untersekretär (podsekretarz) im polnischen Finanzministerium, später wurde er Staatssekretär, damit zugleich stellvertretender Finanzminister, und blieb dies bis zum Juli 2000. Während dieser Zeit war er auch Bevollmächtigter für die Dezentralisierung der öffentlichen Finanzen der Regierung von Jerzy Buzek. In den Jahren 2001 bis 2003 war er als Berater des Vorstandes der Narodowy Bank Polski (Polnische Nationalbank) tätig. 2003 war er für drei Monate Vorsitzender der Agentur für die Restrukturierung und Modernisierung der Landwirtschaft. 2003 bis 2004 war Miller Direktor der Abteilung für öffentliche Kommunikation (Departament Komunikacji Społecznej) und 2004 zusätzlich Mitglied des Vorstandes der Nationalbank. Von 2004 bis 2006 war Jerzy Miller Präsident des polnischen Gesundheitsfonds (Narodowy Fundusz Zdrowia, NFZ). Für seine Abberufung von der Position des Leiters des Gesundheitsfonds änderte die regierende Partei Prawo i Sprawiedliwość (Recht und Gerechtigkeit) das entsprechende Gesetz, das danach die Abberufung durch den Ministerpräsidenten statt wie bis dahin durch den Rat des Gesundheitsfonds ermöglichte. Ab Dezember 2006 war er stellvertretender Stadtpräsident Warschaus. Vom 29. November 2007 bis 14. Oktober 2009 war er mit Unterstützung der Platforma Obywatelska (Bürgerplattform) Wojewode der Wojewodschaft Kleinpolen. Am 14. Oktober 2009 wurde er Innenminister als Nachfolger von Grzegorz Schetyna. Nach den Parlamentswahlen 2011 schied er aus der Regierung aus und war bis 2015 wieder Wojewode von Kleinpolen.
Jerzy Miller ist verheiratet.